# Estación de San Lázaro (Metro de Sevilla)
San Lázaro será una estación de la Línea 3 del Metro de Sevilla en el barrio de Pino Montano que se situará bajo la calle Poeta Fernando de los Ríos esquina con la avenida Doctor Fedriani e irá a 12,5 metros de profundidad.

## Accesos
- Diego de Almagro Calle Diego de Almagro (esquina Av. Doctor Fedriani).
- Av. Trabajadores Inmigrantes (esquina Poeta Fernando de los Ríos).

## Líneas y correspondencia
| << cabecera        | < estación   | línea | estación >           | cabecera >>          |
| ------------------ | ------------ | ----- | -------------------- | -------------------- |
| Pino Montano Norte | Los Carteros |       | Hospital V. Macarena | Hospital V. de Valme |

## Conexiones

### Autobuses urbanos
Diversas líneas de autobuses urbanos propiedad de la empresa TUSSAM tienen parada en la proximidad de la futura estación.
| N.º de parada | LÍNEA | Trayecto                                | Zona         |
| ------------- | ----- | --------------------------------------- | ------------ |
|               | 1     | Polígono Norte - Hospital V. del Rocío  | Transversal  |
|               | 2     | Puerta Triana - Heliópolis              | Transversal  |
|               | 11    | Ponce de León - Los Príncipes           | Radial Norte |
|               | 12    | Ponce de León - Pino Montano            | Radial Norte |
|               | 13    | Plaza del Duque - Pino Montano          | Radial Norte |
|               | 16    | Plaza Jerónimo de Córdoba - Valdezorras | Radial Norte |